# Tottenham Hotspur FC 2024/2025
Säsongen 2024/2025 var Tottenham Hotspurs 33e säsong i Premier League, 47:e raka säsong i Englands högsta fotbollsdivision och 119:e säsongen sedan klubbens grundande. Utöver Premier League deltog klubben även i FA-cupen, Engelska Ligacupen och Uefa Europa League, som de kvalificerades till efter att ha hamnat på en femteplats i ligan föregående säsong.
Säsongen var den andra med Ange Postecoglou som huvudtränare efter flera turbulenta år med många tränarbyten. Den 21 maj 2025 avslutade Tottenham sin 17-åriga trofétorka genom att vinna UEFA Europa Leagu-finalen med en 1–0 seger över Manchester United och kvalificerades därmed till nästa säsongs UEFA Champions League. Trofén blev deras första sedan 2008 då de vann Engelska Ligacupen, och den första Europeiska trofén sedan de vann Uefacupen 1984.
Europeiska framgången stod i stark kontrast till klubbens inhemska prestationer. Spurs hamnade på en 17e plats i ligatabellen med endast 38 poäng, klubbens lägsta placering i Englands högsta division på 48 år, sedan säsongen 1976/1977. De undvek nedflyttning med en 14 poäng över 18e placerade Leicester City. Med endast 38 ligapoäng satte klubben även en ny rekordlåg poängsiffra för Premier League-eran, vilket överskuggade det tidigare rekordet från säsongen 1997/1998.

## Spelartrupp
Tottenham Hotspurs spelartrupp, senast uppdaterad 25 maj 2025.
| 1           | Guglielmo Vicario     | Italien       | Målvakt                                          | 7 oktober 1996    |
| 20          | Fraser Forster        | England       | Målvakt                                          | 17 mars 1988      |
| 31          | Antonín Kinský        | Ukraina       | Målvakt                                          | 13 mars 2003      |
| 40          | Brandon Austin        | England       | Målvakt                                          | 7 januari 1999    |
| 41          | Alfie Whiteman        | England       | Målvakt                                          | 2 oktober 1998    |
| Försvarare  |                       |               |                                                  |                   |
| 3           | Sergio Reguilón       | Spanien       | Vänsterback                                      | 16 december 1996  |
| 4           | Kevin Danso           | Österrike     | Mittback                                         | 19 september 1998 |
| 6           | Radu Drăgușin         | Rumänien      | Mittback                                         | 3 februari 2002   |
| 13          | Destiny Udogie        | Italien       | Vänsterback                                      | 28 november 2002  |
| 17          | Cristian Romero       | Argentina     | Mittback                                         | 27 april 1998     |
| 23          | Pedro Porro           | Spanien       | Högerback                                        | 13 september 1999 |
| 24          | Djed Spence           | England       | Högerback                                        | 9 augusti 2000    |
| 33          | Ben Davies            | Wales         | Vänsterback                                      | 24 april 1993     |
| 37          | Micky van de Ven      | Nederländerna | Mittback                                         | 19 april 2001     |
| Mittfältare |                       |               |                                                  |                   |
| 8           | Yves Bissouma         | Mali          | Central mittfältare                              | 30 augusti 1996   |
| 10          | James Maddison        | England       | Offensiv mittfältare                             | 23 november 1996  |
| 14          | Archie Gray           | England       | Central mittfältare                              | 12 mars 2006      |
| 15          | Lucas Bergvall        | Sverige       | Central mittfältare                              | 2 februari 2006   |
| 29          | Pape Matar Sarr       | Senegal       | Central mittfältare                              | 14 september 2002 |
| 30          | Rodrigo Bentancur     | Uruguay       | Defensiv mittfältare                             | 25 juni 1997      |
| Anfallare   |                       |               |                                                  |                   |
| 7           | Son Heung-min         | Sydkorea      | Forward / Vänsterytter / Släpande anfallare      | 8 juli 1992       |
| 9           | Richarlison           | Brasilien     | Forward                                          | 10 april 1997     |
| 11          | Mathys Tel            | Tyskland      | Forward                                          | 27 april 2005     |
| 16          | Timo Werner           | Tyskland      | Forward                                          | 6 mars 1996       |
| 19          | Dominic Solanke       | England       | Forward                                          | 14 september 1997 |
| 21          | Dejan Kulusevski      | Sverige       | Vänsterytter / Högerytter                        | 25 april 2000     |
| 22          | Brennan Johnson       | Wales         | Högerytter                                       | 23 maj 2001       |
| 28          | Wilson Odobert        | Frankrike     | Högerytter / Vänsterytter / Offensiv mittfältare | 28 november 2004  |
| 44          | Dane Scarlett         | England       | Forward                                          | 24 mars 2004      |
| Utlånade    |                       |               |                                                  |                   |
| 5           | Pierre-Emile Højbjerg | Danmark       | Defensiv mittfältare                             | 5 augusti 1995    |
| 18          | Yang Min-hyeok        | Sydkorea      | Högerytter                                       | 16 april 2006     |
| 27          | Manor Solomon         | Israel        | Högerytter / Vänsterytter / Offensiv mittfältare | 24 juli 1999      |
| 35          | Ashley Phillips       | England       | Mittback                                         | 26 juni 2005      |
| 36          | Alejo Véliz           | Argentina     | Forward                                          | 19 september 2003 |
| 45          | Alfie Devine          | England       | Central mittfältare                              | 11 augusti 2004   |
| —           | Bryan Gil             | Spanien       | Vänsterytter                                     | 11 februari 2001  |

Senast uppdaterad: 25 maj 2025

Källa: Tottenham Hotspur, Premier League

## Övergångar

### Släppta
| Datum        | Position    | Nationalitet | Spelare           | Till                | Övergångssumma | Källa        |
| ------------ | ----------- | ------------ | ----------------- | ------------------- | -------------- | ------------ |
| 30 juni 2024 | Försvarare  | England      | Eric Dier         | Bayern München      | Kontraktslut   | [ 3 ] [ 4 ]  |
| 30 juni 2024 | Mittfältare | England      | Kieran Morgan     | Queens Park Rangers | Kontraktslut   | [ 3 ] [ 5 ]  |
| 30 juni 2024 | Mittfältare | Kroatien     | Ivan Perišić      | Hajduk Split        | Kontraktslut   | [ 3 ]        |
| 30 juni 2024 | Försvarare  | England      | Charlie Sayers    | Partick Thistle     | Kontraktslut   | [ 3 ] [ 6 ]  |
| 30 juni 2024 | Mittfältare | England      | Ryan Sessegnon    | Fulham              | Kontraktslut   | [ 3 ] [ 7 ]  |
| 30 juni 2024 | Försvarare  | England      | Japhet Tanganga   | Millwall            | Kontraktslut   | [ 3 ] [ 8 ]  |
| 30 juni 2024 | Mittfältare | England      | Billy Heaps       |                     | Kontraktslut   | [ 3 ]        |
| 30 juni 2024 | Mittfältare | England      | Han Willhoft-King |                     | Kontraktslut   | [ 3 ]        |
| 30 juni 2024 | Mittfältare | Frankrike    | Tanguy Ndombélé   | Nice                | Kontraktslut   | [ 9 ] [ 10 ] |

### Övergångar in
| Datum           | Position    | Nationalitet | Spelare         | Från         | Övergångssumma | Källa         |
| --------------- | ----------- | ------------ | --------------- | ------------ | -------------- | ------------- |
| 1 juli 2024     | Mittfältare | Sverige      | Lucas Bergvall  | Djurgården   | £8 500 000     | [ 11 ] [ 12 ] |
| 2 juli 2024     | Mittfältare | England      | Archie Gray     | Leeds United | £40 000 000    | [ 13 ] [ 14 ] |
| 5 juli 2024     | Anfallare   | Wales        | George Feeney   | Glentoran    | Ej avslöjat    | [ 15 ]        |
| 10 augusti 2024 | Anfallare   | England      | Dominic Solanke | Bournemouth  | £65 000 000    | [ 16 ] [ 17 ] |
| 16 augusti 2024 | Anfallare   | Frankrike    | Wilson Odobert  | Burnley      | £31 500 000    | [ 18 ] [ 19 ] |
| 1 januari 2025  | Anfallare   | Sydkorea     | Yang Min-hyuk   | Gangwon      | £3 500 000     | [ 20 ] [ 21 ] |

### Övergångar ut
| Datum           | Position    | Nationalitet | Spelare           | Till           | Övergångssumma | Källa         |
| --------------- | ----------- | ------------ | ----------------- | -------------- | -------------- | ------------- |
| 2 juli 2024     | Försvarare  | Wales        | Joe Rodon         | Leeds United   | £10 000 000    | [ 22 ] [ 14 ] |
| 13 juli 2024    | Anfallare   | Irland       | Troy Parrott      | AZ Alkmaar     | £6 700 000     | [ 23 ]        |
| 30 juli 2024    | Mittfältare | Spanien      | Yago Santiago     | Elche          | £200 000       | [ 24 ] [ 25 ] |
| 6 augusti 2024  | Mittfältare | England      | Nile John         | Feirense       | Ej avslöjat    | [ 26 ]        |
| 12 augusti 2024 | Försvarare  | Brasilien    | Emerson Royal     | AC Milan       | £14 500 000    | [ 27 ] [ 28 ] |
| 19 augusti 2024 | Mittfältare | England      | Oliver Skipp      | Leicester City | £20 000 000    | [ 29 ] [ 30 ] |
| 22 augusti 2024 | Anfallare   | England      | Jude Soonsup-Bell | Córdoba        | Ej avslöjat    | [ 31 ]        |
| 30 augusti 2024 | Mittfältare | Argentina    | Giovani Lo Celso  | Real Betis     | £4 100 000     | [ 32 ] [ 33 ] |

### Lån in
| Datum       | Position  | Nationalitet | Spelare     | Från       | Slutdatum   | Källa         |
| ----------- | --------- | ------------ | ----------- | ---------- | ----------- | ------------- |
| 28 maj 2024 | Anfallare | Tyskland     | Timo Werner | RB Leipzig | Säsongsslut | [ 34 ] [ 35 ] |

### Lån ut
| Datum            | Position    | Nationalitet | Spelare               | Till          | Slutdatum   | Källa         |
| ---------------- | ----------- | ------------ | --------------------- | ------------- | ----------- | ------------- |
| 22 juli 2024     | Mittfältare | Skottland    | Matthew Craig         | Barnsley      | Säsongsslut | [ 36 ]        |
| 22 juli 2024     | Mittfältare | Danmark      | Pierre-Emile Højbjerg | Marseille     | Säsongsslut | [ 37 ] [ 38 ] |
| 29 juli 2024     | Anfallare   | Spanien      | Bryan Gil             | Girona        | Säsongsslut | [ 39 ]        |
| 5 augusti 2024   | Målvakt     | England      | Carey Bloedorn        | Aveley        | Säsongsslut | [ 40 ]        |
| 7 augusti 2024   | Anfallare   | Argentina    | Alejo Véliz           | Espanyol      | Säsongsslut | [ 41 ]        |
| 12 augusti 2024  | Anfallare   | England      | Dane Scarlett         | Oxford United | Säsongsslut | [ 42 ]        |
| 16 augusti 2024  | Anfallare   | England      | Jamie Donley          | Leyton Orient | Säsongsslut | [ 43 ]        |
| 23 augusti 2024  | Försvarare  | England      | Ashley Phillips       | Stoke City    | Säsongsslut | [ 44 ]        |
| 27 augusti 2024  | Anfallare   | Israel       | Manor Solomon         | Leeds United  | Säsongsslut | [ 45 ]        |
| 29 augusti 2024  | Försvarare  | England      | George Abbott         | Notts County  | Säsongsslut | [ 46 ]        |
| 30 augusti 2024  | Målvakt     | Irland       | Josh Keeley           | Leyton Orient | Säsongsslut | [ 47 ]        |
| 5 september 2024 | Mittfältare | England      | Alfie Devine          | Westerlo      | Säsongsslut | [ 48 ]        |

### Sammanlagd övergångsaktivitet
| Sommar: ▼ £131 500 000 Vinter: ▬ £0 Total: ▼ £131 500 000 | Sommar: ▲ £55 500 000 Vinter: ▬ £0 Total: ▲ £55 500 000 | Sommar: ▼ £76 000 000 Vinter: ▬ £0 Total: ▼ £76 000 000 |

## Vänskapsmatcher

### Försäsong
Den 27 mars 2024 meddelade Tottenham sina första försäsongsmatcher mot Bayern München som del av deras Visit Malta Cup. Klubbens första besök till Japan på 33 år meddelades senare, med en vänskapsmatch mot Vissel Kobe som del av deras J.League World Challenge. I maj konfirmerade klubben att de även skulle resa till Sydkorea som del av deras försäsongs-tour av Asien, för att delta i Coupang Play Series 2024 mot Bayern München. En match mot Queens Park Rangers schemalades sedan innan de förutnämnda matcherna. Den 29 maj meddelades en femte försäsongsmatch mot skotska Heart of Midlothian. Innan alla dessa matcher spelades även en match mot Cambridge United inför tomma läktare på Tottenham Hotspurs träningsanläggning. Tottenham vann den matchen 7–2.
      Vinst
      Oavgjort
      Förlust
| Träningsmatch | 17 juli 2024 | Hearts of Midlothian | 1–5     | Tottenham Hotspur                                                 | Tynecastle Park                                               |                                                               |
| 19:00 BST     | 19:00 BST    | Shankland 46′        | Rapport | Johnson 39′ Lankshear 55′ Moore 66′ Spence 72′ Neilson 85′ (sjm.) | Edinburgh, Skottland Publik: 15 646 Domare: Matthew MacDermid | Edinburgh, Skottland Publik: 15 646 Domare: Matthew MacDermid |
| 19:00 BST     | 19:00 BST    |                      |         |                                                                   | Edinburgh, Skottland Publik: 15 646 Domare: Matthew MacDermid | Edinburgh, Skottland Publik: 15 646 Domare: Matthew MacDermid |
| 19:00 BST     | 19:00 BST    |                      |         |                                                                   | Edinburgh, Skottland Publik: 15 646 Domare: Matthew MacDermid | Edinburgh, Skottland Publik: 15 646 Domare: Matthew MacDermid |

| Träningsmatch | 20 juli 2024 | Queens Park Rangers | 0–2     | Tottenham Hotspur         | Loftus Road                                                       |                                                                   |
| 15:00 BST     | 15:00 BST    |                     | Rapport | Bissouma 41′ Scarlett 87′ | Hammersmith and Fulham, England Publik: 17 000 Domare: Gavin Ward | Hammersmith and Fulham, England Publik: 17 000 Domare: Gavin Ward |
| 15:00 BST     | 15:00 BST    |                     |         |                           | Hammersmith and Fulham, England Publik: 17 000 Domare: Gavin Ward | Hammersmith and Fulham, England Publik: 17 000 Domare: Gavin Ward |
| 15:00 BST     | 15:00 BST    |                     |         |                           | Hammersmith and Fulham, England Publik: 17 000 Domare: Gavin Ward | Hammersmith and Fulham, England Publik: 17 000 Domare: Gavin Ward |

| Träningsmatch | 27 juli 2024 | Vissel Kobe                     | 2–3     | Tottenham Hotspur                        | Tokyos Olympiastadion                                |                                                      |
| 19:00 JST     | 19:00 JST    | Osako 9′ Kikuchi 27' Patric 64′ | Rapport | Porro 16′ Son 48′ Phillips 76' Moore 88′ | Tokyo, Japan Publik: 54 255 Domare: Futoshi Nakamura | Tokyo, Japan Publik: 54 255 Domare: Futoshi Nakamura |
| 19:00 JST     | 19:00 JST    |                                 |         |                                          | Tokyo, Japan Publik: 54 255 Domare: Futoshi Nakamura | Tokyo, Japan Publik: 54 255 Domare: Futoshi Nakamura |
| 19:00 JST     | 19:00 JST    |                                 |         |                                          | Tokyo, Japan Publik: 54 255 Domare: Futoshi Nakamura | Tokyo, Japan Publik: 54 255 Domare: Futoshi Nakamura |

| Träningsmatch | 31 juli 2024 | Lag K League                                 | 3–4     | Tottenham Hotspur                           | Seoul World Cup Stadium                               |                                                       |
| 20:00 KST     | 20:00 KST    | Iljutcenko 52′, 54′ Oberdan 81′ Anderson 87' | Rapport | Kulusevski 29′ Son 38′, 45+2′ Lankshear 67′ | Seoul, Sydkorea Publik: 63 395 Domare: Kim Jong-hyeok | Seoul, Sydkorea Publik: 63 395 Domare: Kim Jong-hyeok |
| 20:00 KST     | 20:00 KST    |                                              |         |                                             | Seoul, Sydkorea Publik: 63 395 Domare: Kim Jong-hyeok | Seoul, Sydkorea Publik: 63 395 Domare: Kim Jong-hyeok |
| 20:00 KST     | 20:00 KST    |                                              |         |                                             | Seoul, Sydkorea Publik: 63 395 Domare: Kim Jong-hyeok | Seoul, Sydkorea Publik: 63 395 Domare: Kim Jong-hyeok |

| Träningsmatch | 3 augusti 2024 | Bayern München              | 2–1     | Tottenham Hotspur    | Seoul World Cup Stadium                             |                                                     |
| 20:00 KST     | 20:00 KST      | Vidović 4′ Goretzka 50' 56′ | Rapport | Spence 42' Porro 66′ | Seoul, Sydkorea Publik: 63 496 Domare: Kim Dae-yong | Seoul, Sydkorea Publik: 63 496 Domare: Kim Dae-yong |
| 20:00 KST     | 20:00 KST      |                             |         |                      | Seoul, Sydkorea Publik: 63 496 Domare: Kim Dae-yong | Seoul, Sydkorea Publik: 63 496 Domare: Kim Dae-yong |
| 20:00 KST     | 20:00 KST      |                             |         |                      | Seoul, Sydkorea Publik: 63 496 Domare: Kim Dae-yong | Seoul, Sydkorea Publik: 63 496 Domare: Kim Dae-yong |

| Träningsmatch | 10 augusti 2024 | Tottenham Hotspur                               | 2–3     | Bayern München                                           | Tottenham Hotspur Stadium                                |                                                          |
| 17:30 BST     | 17:30 BST       | Kulusevski 1′, 61′ Drăgușin 43' Lankshear 90+3' | Rapport | Upamecano 16′ Gnabry 31′ Müller 44′ Dier 77' Coman 90+3' | Tottenham, England Publik: 61 084 Domare: Chris Kavanagh | Tottenham, England Publik: 61 084 Domare: Chris Kavanagh |
| 17:30 BST     | 17:30 BST       |                                                 |         |                                                          | Tottenham, England Publik: 61 084 Domare: Chris Kavanagh | Tottenham, England Publik: 61 084 Domare: Chris Kavanagh |
| 17:30 BST     | 17:30 BST       |                                                 |         |                                                          | Tottenham, England Publik: 61 084 Domare: Chris Kavanagh | Tottenham, England Publik: 61 084 Domare: Chris Kavanagh |

## Tävlingar

### Överblick
| Tävling        | Resultat | Resultat | Resultat | Resultat | Resultat | Resultat | Resultat | Resultat |
| Tävling        | S        | V        | O        | F        | GM       | IM       | MS       | W %      |
| -------------- | -------- | -------- | -------- | -------- | -------- | -------- | -------- | -------- |
| Premier League | 38       | 11       | 5        | 22       | 64       | 65       | −1       | 28,95    |
| FA-Cupen       | 2        | 1        | 0        | 1        | 4        | 2        | +2       | 50,00    |
| EFL-Cupen      | 5        | 4        | 0        | 1        | 9        | 9        | +0       | 80,00    |
| Europa League  | 15       | 10       | 3        | 2        | 28       | 13       | +15      | 66,67    |
| Total          | 60       | 26       | 8        | 26       | 105      | 89       | +16      | 43,33    |

### Premier League

#### Ligatabell
| Nr | Lag                     | S  | V  | O  | F  | GM | IM | MS  | P  |
| -- | ----------------------- | -- | -- | -- | -- | -- | -- | --- | -- |
| 1  | Liverpool               | 38 | 25 | 9  | 4  | 86 | 41 | +45 | 84 |
| 2  | Arsenal                 | 38 | 20 | 14 | 4  | 69 | 34 | +35 | 74 |
| 3  | Manchester City (RM)    | 38 | 21 | 8  | 9  | 72 | 44 | +28 | 71 |
| 4  | Chelsea                 | 38 | 20 | 9  | 9  | 64 | 43 | +21 | 69 |
| 5  | Newcastle United        | 38 | 20 | 6  | 12 | 68 | 47 | +21 | 66 |
| 6  | Aston Villa             | 38 | 19 | 9  | 10 | 58 | 51 | +7  | 66 |
| 7  | Nottingham Forest       | 38 | 19 | 8  | 11 | 58 | 46 | +12 | 65 |
| 8  | Brighton & Hove Albion  | 38 | 16 | 13 | 9  | 66 | 59 | +7  | 61 |
| 9  | Bournemouth             | 38 | 15 | 11 | 12 | 58 | 46 | +12 | 56 |
| 10 | Brentford               | 38 | 16 | 8  | 14 | 66 | 57 | +9  | 56 |
| 11 | Fulham                  | 38 | 15 | 9  | 14 | 54 | 54 | 0   | 54 |
| 12 | Crystal Palace          | 38 | 13 | 14 | 11 | 51 | 51 | 0   | 53 |
| 13 | Everton                 | 38 | 11 | 15 | 12 | 42 | 44 | −2  | 48 |
| 14 | West Ham United         | 38 | 11 | 10 | 17 | 46 | 62 | −16 | 43 |
| 15 | Manchester United       | 38 | 11 | 9  | 18 | 44 | 54 | −10 | 42 |
| 16 | Wolverhampton Wanderers | 38 | 12 | 6  | 20 | 54 | 69 | −15 | 42 |
| 17 | Tottenham Hotspur       | 38 | 11 | 5  | 22 | 64 | 65 | −1  | 38 |
| 18 | Leicester City (U)      | 38 | 6  | 7  | 25 | 33 | 80 | −47 | 25 |
| 19 | Ipswich Town (U)        | 38 | 4  | 10 | 24 | 36 | 82 | −46 | 22 |
| 20 | Southampton (U)         | 38 | 2  | 6  | 30 | 26 | 86 | −60 | 12 |

Noter:
1. ↑  Crystal Palace kvalificerade sig för Europa League 2025/2026 som regerande FA-cup-mästare.
2. ↑  Tottenham Hotspur kvalificerade sig för Champions League 2025/2026 som regerande Europa League-mästare.

#### Sammanfattning av resultat
| Sammanlagt | Sammanlagt | Sammanlagt | Sammanlagt | Sammanlagt | Sammanlagt | Sammanlagt | Sammanlagt | Hemma | Hemma | Hemma | Hemma | Hemma | Hemma | Borta | Borta | Borta | Borta | Borta | Borta |
| S          | V          | O          | F          | GM         | IM         | MS         | P          | V     | O     | F     | GM    | IM    | MS    | V     | O     | F     | GM    | IM    | MS    |
| ---------- | ---------- | ---------- | ---------- | ---------- | ---------- | ---------- | ---------- | ----- | ----- | ----- | ----- | ----- | ----- | ----- | ----- | ----- | ----- | ----- | ----- |
| 38         | 11         | 5          | 22         | 64         | 65         | −1         | 38         | 6     | 3     | 10    | 35    | 35    | 0     | 5     | 2     | 12    | 29    | 30    | −1    |

Senast uppdaterad: 30 maj 2025

Källa: Premier League

#### Matcher
Spelschemat för säsongen släpptes 28 juni 2024.
      Vinst
      Oavgjort
      Förlust
| 1         | 19 augusti 2024 | Leicester City       | 1–1     | Tottenham Hotspur       | King Power Stadium                                       |                                                          |
| 20:00 BST | 20:00 BST       | Vardy 57′ Faes 90+9' | Rapport | Porro 29′ Bentancur 64' | Leicester, England Publik: 31 977 Domare: Chris Kavanagh | Leicester, England Publik: 31 977 Domare: Chris Kavanagh |
| 20:00 BST | 20:00 BST       |                      |         |                         | Leicester, England Publik: 31 977 Domare: Chris Kavanagh | Leicester, England Publik: 31 977 Domare: Chris Kavanagh |
| 20:00 BST | 20:00 BST       |                      |         |                         | Leicester, England Publik: 31 977 Domare: Chris Kavanagh | Leicester, England Publik: 31 977 Domare: Chris Kavanagh |

| 2         | 24 augusti 2024 | Tottenham Hotspur                    | 4–0     | Everton | Tottenham Hotspur Stadium                                |                                                          |
| 15:00 BST | 15:00 BST       | Bissouma 14′ Son 25′, 77′ Romero 71′ | Rapport |         | Tottenham, England Publik: 61 357 Domare: Anthony Taylor | Tottenham, England Publik: 61 357 Domare: Anthony Taylor |
| 15:00 BST | 15:00 BST       |                                      |         |         | Tottenham, England Publik: 61 357 Domare: Anthony Taylor | Tottenham, England Publik: 61 357 Domare: Anthony Taylor |
| 15:00 BST | 15:00 BST       |                                      |         |         | Tottenham, England Publik: 61 357 Domare: Anthony Taylor | Tottenham, England Publik: 61 357 Domare: Anthony Taylor |

| 3         | 1 september 2024 | Newcastle United                                                          | 2–1     | Tottenham Hotspur                                   | St James' Park                                                   |                                                                  |
| 13:30 BST | 13:30 BST        | Kelly 28' Barnes 37′ Longstaff 41' Joelinton 45+2' Guimarães 58' Isak 78′ | Rapport | Sarr 34' Burn 56′ (sjm.) Maddison 68' Bentancur 84' | Newcastle upon Tyne, England Publik: 52 211 Domare: Robert Jones | Newcastle upon Tyne, England Publik: 52 211 Domare: Robert Jones |
| 13:30 BST | 13:30 BST        |                                                                           |         |                                                     | Newcastle upon Tyne, England Publik: 52 211 Domare: Robert Jones | Newcastle upon Tyne, England Publik: 52 211 Domare: Robert Jones |
| 13:30 BST | 13:30 BST        |                                                                           |         |                                                     | Newcastle upon Tyne, England Publik: 52 211 Domare: Robert Jones | Newcastle upon Tyne, England Publik: 52 211 Domare: Robert Jones |

| 4         | 15 september 2024 | Tottenham Hotspur                                                      | 0–1     | Arsenal                                        | Tottenham Hotspur Stadium                                |                                                          |
| 14:00 BST | 14:00 BST         | Udogie 27' Bentancur 32' Vicario 38' Kulusevski 45+2' van de Ven 45+2' | Rapport | Saliba 15' Timber 35' Jorginho 49' Gabriel 64′ | Tottenham, England Publik: 61 645 Domare: Jarred Gillett | Tottenham, England Publik: 61 645 Domare: Jarred Gillett |
| 14:00 BST | 14:00 BST         |                                                                        |         |                                                | Tottenham, England Publik: 61 645 Domare: Jarred Gillett | Tottenham, England Publik: 61 645 Domare: Jarred Gillett |
| 14:00 BST | 14:00 BST         |                                                                        |         |                                                | Tottenham, England Publik: 61 645 Domare: Jarred Gillett | Tottenham, England Publik: 61 645 Domare: Jarred Gillett |

| 5         | 21 september 2024 | Tottenham Hotspur                                                   | 3–1     | Brentford          | Tottenham Hotspur Stadium                             |                                                       |
| 15:00 BST | 15:00 BST         | Solanke 8′ Johnson 28′ van de Ven 39' Bissouma 66' Maddison 85′ 86' | Rapport | Mbeumo 1′ Ajer 58' | Tottenham, England Publik: 61 246 Domare: John Brooks | Tottenham, England Publik: 61 246 Domare: John Brooks |
| 15:00 BST | 15:00 BST         |                                                                     |         |                    | Tottenham, England Publik: 61 246 Domare: John Brooks | Tottenham, England Publik: 61 246 Domare: John Brooks |
| 15:00 BST | 15:00 BST         |                                                                     |         |                    | Tottenham, England Publik: 61 246 Domare: John Brooks | Tottenham, England Publik: 61 246 Domare: John Brooks |

| 6         | 29 september 2024 | Manchester United                                                        | 0–3     | Tottenham Hotspur                                                | Old Trafford                                              |                                                           |
| 16:30 BST | 16:30 BST         | Mazraoui 34' Dalot 39' Fernandes 42' Mount 45+4' Martinez 55' Ugarte 66' | Rapport | Johnson 3′ 45+1' Kulusevski 47′ Spence 54' Porro 73' Solanke 77′ | Manchester, England Publik: 73 587 Domare: Chris Kavanagh | Manchester, England Publik: 73 587 Domare: Chris Kavanagh |
| 16:30 BST | 16:30 BST         |                                                                          |         |                                                                  | Manchester, England Publik: 73 587 Domare: Chris Kavanagh | Manchester, England Publik: 73 587 Domare: Chris Kavanagh |
| 16:30 BST | 16:30 BST         |                                                                          |         |                                                                  | Manchester, England Publik: 73 587 Domare: Chris Kavanagh | Manchester, England Publik: 73 587 Domare: Chris Kavanagh |

| 7         | 6 oktober 2024 | Brighton & Hove Albion                                    | 3–2     | Tottenham Hotspur                                  | Falmer Stadium                                     |                                                    |
| 16:30 BST | 16:30 BST      | Igor 34' Minteh 48′ Rutter 58′ Welbeck 66′ Verbruggen 80' | Rapport | Johnson 23′ Maddison 37′ Udogie 67' Kulusevski 69' | Falmer, England Publik: 31 487 Domare: David Coote | Falmer, England Publik: 31 487 Domare: David Coote |
| 16:30 BST | 16:30 BST      |                                                           |         |                                                    | Falmer, England Publik: 31 487 Domare: David Coote | Falmer, England Publik: 31 487 Domare: David Coote |
| 16:30 BST | 16:30 BST      |                                                           |         |                                                    | Falmer, England Publik: 31 487 Domare: David Coote | Falmer, England Publik: 31 487 Domare: David Coote |

| 8         | 19 oktober 2024 | Tottenham Hotspur                                                    | 4–1     | West Ham United                                | Tottenham Hotspur Stadium                               |                                                         |
| 12:30 BST | 12:30 BST       | Kulusevski 36′ Bissouma 52′ Areola 55′ (sjm.) Son 60′ van de Ven 84' | Rapport | Kudus 18′ 86' Paquetá 43' Souček 56' Soler 67' | Tottenham, England Publik: 61 381 Domare: Andrew Madley | Tottenham, England Publik: 61 381 Domare: Andrew Madley |
| 12:30 BST | 12:30 BST       |                                                                      |         |                                                | Tottenham, England Publik: 61 381 Domare: Andrew Madley | Tottenham, England Publik: 61 381 Domare: Andrew Madley |
| 12:30 BST | 12:30 BST       |                                                                      |         |                                                | Tottenham, England Publik: 61 381 Domare: Andrew Madley | Tottenham, England Publik: 61 381 Domare: Andrew Madley |

| 9         | 27 oktober 2024 | Crystal Palace                                  | 1–0     | Tottenham Hotspur                                         | Selhurst Park                                       |                                                     |
| 14:00 BST | 14:00 BST       | Mateta 31′ 32' Muñoz 41' Lacroix 61' Hughes 77' | Rapport | Kulusevski 37' Johnson 52' van de Ven 65' Richarlison 85' | Croydon, England Publik: 25 108 Domare: Darren Bond | Croydon, England Publik: 25 108 Domare: Darren Bond |
| 14:00 BST | 14:00 BST       |                                                 |         |                                                           | Croydon, England Publik: 25 108 Domare: Darren Bond | Croydon, England Publik: 25 108 Domare: Darren Bond |
| 14:00 BST | 14:00 BST       |                                                 |         |                                                           | Croydon, England Publik: 25 108 Domare: Darren Bond | Croydon, England Publik: 25 108 Domare: Darren Bond |

| 10        | 3 november 2024 | Tottenham Hotspur                                                | 4–1     | Aston Villa | Tottenham Hotspur Stadium                              |                                                        |
| 14:00 GMT | 14:00 GMT       | Johnson 49′ Porro 54' Romero 58' Solanke 75′, 79′ Maddison 90+6′ | Rapport | Rogers 32′  | Tottenham, England Publik: 61 253 Domare: Craig Pawson | Tottenham, England Publik: 61 253 Domare: Craig Pawson |
| 14:00 GMT | 14:00 GMT       |                                                                  |         |             | Tottenham, England Publik: 61 253 Domare: Craig Pawson | Tottenham, England Publik: 61 253 Domare: Craig Pawson |
| 14:00 GMT | 14:00 GMT       |                                                                  |         |             | Tottenham, England Publik: 61 253 Domare: Craig Pawson | Tottenham, England Publik: 61 253 Domare: Craig Pawson |

| 11        | 10 november 2024 | Tottenham Hotspur | 1–2     | Ipswich Town                                                                     | Tottenham Hotspur Stadium                                |                                                          |
| 14:00 GMT | 14:00 GMT        | Bentancur 69′ 78' | Rapport | Tuanzebe 21' Szmodics 31′ Delap 43′ 46' Johnson 65' Davis 90+3' Hutchinson 90+8' | Tottenham, England Publik: 61 505 Domare: Darren England | Tottenham, England Publik: 61 505 Domare: Darren England |
| 14:00 GMT | 14:00 GMT        |                   |         |                                                                                  | Tottenham, England Publik: 61 505 Domare: Darren England | Tottenham, England Publik: 61 505 Domare: Darren England |
| 14:00 GMT | 14:00 GMT        |                   |         |                                                                                  | Tottenham, England Publik: 61 505 Domare: Darren England | Tottenham, England Publik: 61 505 Domare: Darren England |

| 12        | 23 november 2024 | Manchester City                                | 0–4     | Tottenham Hotspur                                              | Etihad Stadium                                         |                                                        |
| 17:30 GMT | 17:30 GMT        | Lewis 55' Silva 78' De Bruyne 80' Akanji 90+2' | Rapport | Bissouma 1' Maddison 13′, 20′ Porro 52′ Sarr 80' Johnson 90+3′ | Manchester, England Publik: 52 478 Domare: John Brooks | Manchester, England Publik: 52 478 Domare: John Brooks |
| 17:30 GMT | 17:30 GMT        |                                                |         |                                                                | Manchester, England Publik: 52 478 Domare: John Brooks | Manchester, England Publik: 52 478 Domare: John Brooks |
| 17:30 GMT | 17:30 GMT        |                                                |         |                                                                | Manchester, England Publik: 52 478 Domare: John Brooks | Manchester, England Publik: 52 478 Domare: John Brooks |

| 13        | 1 december 2024 | Tottenham Hotspur | 1–1     | Fulham                    | Tottenham Hotspur Stadium                             |                                                       |
| 13:30 GMT | 13:30 GMT       | Johnson 54′       | Rapport | Lukić 57' Cairney 67′ 83' | Tottenham, England Publik: 61 141 Domare: Darren Bond | Tottenham, England Publik: 61 141 Domare: Darren Bond |
| 13:30 GMT | 13:30 GMT       |                   |         |                           | Tottenham, England Publik: 61 141 Domare: Darren Bond | Tottenham, England Publik: 61 141 Domare: Darren Bond |
| 13:30 GMT | 13:30 GMT       |                   |         |                           | Tottenham, England Publik: 61 141 Domare: Darren Bond | Tottenham, England Publik: 61 141 Domare: Darren Bond |

| 14        | 5 december 2024 | Bournemouth                    | 1–0     | Tottenham Hotspur      | Dean Court                                               |                                                          |
| 20:15 GMT | 20:15 GMT       | Huijsen 17′ Kepa 62' Adams 68' | Rapport | Davies 4' Bissouma 21' | Bournemouth, England Publik: 11 234 Domare: Simon Hooper | Bournemouth, England Publik: 11 234 Domare: Simon Hooper |
| 20:15 GMT | 20:15 GMT       |                                |         |                        | Bournemouth, England Publik: 11 234 Domare: Simon Hooper | Bournemouth, England Publik: 11 234 Domare: Simon Hooper |
| 20:15 GMT | 20:15 GMT       |                                |         |                        | Bournemouth, England Publik: 11 234 Domare: Simon Hooper | Bournemouth, England Publik: 11 234 Domare: Simon Hooper |

| 15        | 8 december 2024 | Tottenham Hotspur                                         | 3–4     | Chelsea                                                                                 | Tottenham Hotspur Stadium                                |                                                          |
| 16:30 GMT | 16:30 GMT       | Solanke 5′ Kulusevski 11′ Sarr 30' Bissouma 59' Son 90+6′ | Rapport | Sancho 17′ Lavia 21' Palmer 61′ (str.), 84′ (str.) Fernández 73′ Neto 85' Sánchez 90+8' | Tottenham, England Publik: 61 184 Domare: Anthony Taylor | Tottenham, England Publik: 61 184 Domare: Anthony Taylor |
| 16:30 GMT | 16:30 GMT       |                                                           |         |                                                                                         | Tottenham, England Publik: 61 184 Domare: Anthony Taylor | Tottenham, England Publik: 61 184 Domare: Anthony Taylor |
| 16:30 GMT | 16:30 GMT       |                                                           |         |                                                                                         | Tottenham, England Publik: 61 184 Domare: Anthony Taylor | Tottenham, England Publik: 61 184 Domare: Anthony Taylor |

| 16        | 15 december 2024 | Southampton   | 0–5     | Tottenham Hotspur                                                               | St Mary's Stadium                                          |                                                            |
| 19:00 GMT | 19:00 GMT        | Fernandes 36' | Rapport | Maddison 1′, 45+5′ 50' Son 12′ Kulusevski 14′ Sarr 25′ Bergvall 30' Johnson 58' | Southampton, England Publik: 31 090 Domare: Darren England | Southampton, England Publik: 31 090 Domare: Darren England |
| 19:00 GMT | 19:00 GMT        |               |         |                                                                                 | Southampton, England Publik: 31 090 Domare: Darren England | Southampton, England Publik: 31 090 Domare: Darren England |
| 19:00 GMT | 19:00 GMT        |               |         |                                                                                 | Southampton, England Publik: 31 090 Domare: Darren England | Southampton, England Publik: 31 090 Domare: Darren England |

| 17        | 22 december 2024 | Tottenham Hotspur                                    | 3–6     | Liverpool                                                                    | Tottenham Hotspur Stadium                             |                                                       |
| 16:30 GMT | 16:30 GMT        | Maddison 41′ Kulusevski 72′ Bergvall 79' Solanke 83′ | Rapport | Díaz 23′, 85′ Gakpo 31' Mac Allister 36′ Szoboszlai 45+1′ 52' Salah 54′, 61′ | Tottenham, England Publik: 61 439 Domare: Sam Barrott | Tottenham, England Publik: 61 439 Domare: Sam Barrott |
| 16:30 GMT | 16:30 GMT        |                                                      |         |                                                                              | Tottenham, England Publik: 61 439 Domare: Sam Barrott | Tottenham, England Publik: 61 439 Domare: Sam Barrott |
| 16:30 GMT | 16:30 GMT        |                                                      |         |                                                                              | Tottenham, England Publik: 61 439 Domare: Sam Barrott | Tottenham, England Publik: 61 439 Domare: Sam Barrott |

| 18        | 26 december 2024 | Nottingham Forest                             | 1–0     | Tottenham Hotspur                          | City Ground                                             |                                                         |
| 15:00 GMT | 15:00 GMT        | Yates 10' Elanga 28′ Anderson 45' Murillo 65' | Rapport | Drăgușin 49' Spence 75' 90+4' Maddison 77' | Nottingham, England Publik: 30 200 Domare: Craig Pawson | Nottingham, England Publik: 30 200 Domare: Craig Pawson |
| 15:00 GMT | 15:00 GMT        |                                               |         |                                            | Nottingham, England Publik: 30 200 Domare: Craig Pawson | Nottingham, England Publik: 30 200 Domare: Craig Pawson |
| 15:00 GMT | 15:00 GMT        |                                               |         |                                            | Nottingham, England Publik: 30 200 Domare: Craig Pawson | Nottingham, England Publik: 30 200 Domare: Craig Pawson |

| 19        | 29 december 2024 | Tottenham Hotspur                 | 2–2     | Wolverhampton Wanderers                         | Tottenham Hotspur Stadium                                |                                                          |
| 15:00 GMT | 15:00 GMT        | Bentancur 12′ 90+7' Johnson 45+3′ | Rapport | Hwang 7′ Bellegarde 27' Semedo 45+2' Larsen 87′ | Tottenham, England Publik: 61 284 Domare: Chris Kavanagh | Tottenham, England Publik: 61 284 Domare: Chris Kavanagh |
| 15:00 GMT | 15:00 GMT        |                                   |         |                                                 | Tottenham, England Publik: 61 284 Domare: Chris Kavanagh | Tottenham, England Publik: 61 284 Domare: Chris Kavanagh |
| 15:00 GMT | 15:00 GMT        |                                   |         |                                                 | Tottenham, England Publik: 61 284 Domare: Chris Kavanagh | Tottenham, England Publik: 61 284 Domare: Chris Kavanagh |

| 20        | 4 januari 2025 | Tottenham Hotspur         | 1–2     | Newcastle United                                         | Tottenham Hotspur Stadium                               |                                                         |
| 12:30 GMT | 12:30 GMT      | Solanke 4′ Reguilón 90+9' | Rapport | Gordon 6′ Burn 17' Isak 38′ 86' Joelinton 73' Botman 80' | Tottenham, England Publik: 61 293 Domare: Andrew Madley | Tottenham, England Publik: 61 293 Domare: Andrew Madley |
| 12:30 GMT | 12:30 GMT      |                           |         |                                                          | Tottenham, England Publik: 61 293 Domare: Andrew Madley | Tottenham, England Publik: 61 293 Domare: Andrew Madley |
| 12:30 GMT | 12:30 GMT      |                           |         |                                                          | Tottenham, England Publik: 61 293 Domare: Andrew Madley | Tottenham, England Publik: 61 293 Domare: Andrew Madley |

| 21        | 15 januari 2025 | Arsenal                                                                    | 2–1     | Tottenham Hotspur | Emirates Stadium                                      |                                                       |
| 20:00 GMT | 20:00 GMT       | Solanke 40′ (sjm.) Havertz 43' Trossard 44′ Lewis-Skelly 87' Gabriel 90+2' | Rapport | Son 25′ Sarr 27'  | Holloway, England Publik: 60 287 Domare: Simon Hooper | Holloway, England Publik: 60 287 Domare: Simon Hooper |
| 20:00 GMT | 20:00 GMT       |                                                                            |         |                   | Holloway, England Publik: 60 287 Domare: Simon Hooper | Holloway, England Publik: 60 287 Domare: Simon Hooper |
| 20:00 GMT | 20:00 GMT       |                                                                            |         |                   | Holloway, England Publik: 60 287 Domare: Simon Hooper | Holloway, England Publik: 60 287 Domare: Simon Hooper |

| 22        | 19 januari 2025 | Everton                                                         | 3–2     | Tottenham Hotspur                             | Goodison Park                                            |                                                          |
| 14:00 GMT | 14:00 GMT       | Calvert-Lewin 13′ 43' Ndiaye 30′ Gray 45+7′ (sjm.) Doucouré 67' | Rapport | Bergvall 40' Kulusevski 77′ Richarlison 90+2′ | Liverpool, England Publik: 39 326 Domare: Darren England | Liverpool, England Publik: 39 326 Domare: Darren England |
| 14:00 GMT | 14:00 GMT       |                                                                 |         |                                               | Liverpool, England Publik: 39 326 Domare: Darren England | Liverpool, England Publik: 39 326 Domare: Darren England |
| 14:00 GMT | 14:00 GMT       |                                                                 |         |                                               | Liverpool, England Publik: 39 326 Domare: Darren England | Liverpool, England Publik: 39 326 Domare: Darren England |

| 23        | 26 januari 2025 | Tottenham Hotspur            | 1–2     | Leicester City                                                                                   | Tottenham Hotspur Stadium                              |                                                        |
| 14:00 GMT | 14:00 GMT       | Richarlison 33′ Reguilón 69' | Rapport | Vardy 46′ El Khannouss 50′ Decordova-Reid 61' Justin 71' Winks 75' Buonanotte 78' Stolarczyk 82' | Tottenham, England Publik: 61 295 Domare: Robert Jones | Tottenham, England Publik: 61 295 Domare: Robert Jones |
| 14:00 GMT | 14:00 GMT       |                              |         |                                                                                                  | Tottenham, England Publik: 61 295 Domare: Robert Jones | Tottenham, England Publik: 61 295 Domare: Robert Jones |
| 14:00 GMT | 14:00 GMT       |                              |         |                                                                                                  | Tottenham, England Publik: 61 295 Domare: Robert Jones | Tottenham, England Publik: 61 295 Domare: Robert Jones |

| 24        | 2 februari 2025 | Brentford | 0–2     | Tottenham Hotspur                  | Brentford Community Stadium                              |                                                          |
| 14:00 GMT | 14:00 GMT       |           | Rapport | Janelt 29′ (sjm.) Son 41' Sarr 87′ | Brentford, England Publik: 17 154 Domare: Jarred Gillett | Brentford, England Publik: 17 154 Domare: Jarred Gillett |
| 14:00 GMT | 14:00 GMT       |           |         |                                    | Brentford, England Publik: 17 154 Domare: Jarred Gillett | Brentford, England Publik: 17 154 Domare: Jarred Gillett |
| 14:00 GMT | 14:00 GMT       |           |         |                                    | Brentford, England Publik: 17 154 Domare: Jarred Gillett | Brentford, England Publik: 17 154 Domare: Jarred Gillett |

| 25        | 16 februari 2025 | Tottenham Hotspur       | 1–0     | Manchester United      | Tottenham Hotspur Stadium                              |                                                        |
| 16:30 GMT | 16:30 GMT        | Maddison 13′ Davies 79' | Rapport | Casemiro 41' Dorgu 90' | Tottenham, England Publik: 61 383 Domare: Peter Bankes | Tottenham, England Publik: 61 383 Domare: Peter Bankes |
| 16:30 GMT | 16:30 GMT        |                         |         |                        | Tottenham, England Publik: 61 383 Domare: Peter Bankes | Tottenham, England Publik: 61 383 Domare: Peter Bankes |
| 16:30 GMT | 16:30 GMT        |                         |         |                        | Tottenham, England Publik: 61 383 Domare: Peter Bankes | Tottenham, England Publik: 61 383 Domare: Peter Bankes |

| 26        | 22 februari 2025 | Ipswich Town                          | 1–4     | Tottenham Hotspur                              | Portman Road                                         |                                                      |
| 15:00 GMT | 15:00 GMT        | Clarke 32' Hutchinson 36′ Godfrey 40' | Rapport | Johnson 15' 18′, 26′ Spence 77′ Kulusevski 84′ | Ipswich, England Publik: 30 003 Domare: Tim Robinson | Ipswich, England Publik: 30 003 Domare: Tim Robinson |
| 15:00 GMT | 15:00 GMT        |                                       |         |                                                | Ipswich, England Publik: 30 003 Domare: Tim Robinson | Ipswich, England Publik: 30 003 Domare: Tim Robinson |
| 15:00 GMT | 15:00 GMT        |                                       |         |                                                | Ipswich, England Publik: 30 003 Domare: Tim Robinson | Ipswich, England Publik: 30 003 Domare: Tim Robinson |

| 27        | 26 februari 2025 | Tottenham Hotspur                   | 0–1     | Manchester City | Tottenham Hotspur Stadium                                |                                                          |
| 19:30 GMT | 19:30 GMT        | Bentancur 31' Maddison 57' Sarr 87' | Rapport | Haaland 12′     | Tottenham, England Publik: 60 820 Domare: Jarred Gillett | Tottenham, England Publik: 60 820 Domare: Jarred Gillett |
| 19:30 GMT | 19:30 GMT        |                                     |         |                 | Tottenham, England Publik: 60 820 Domare: Jarred Gillett | Tottenham, England Publik: 60 820 Domare: Jarred Gillett |
| 19:30 GMT | 19:30 GMT        |                                     |         |                 | Tottenham, England Publik: 60 820 Domare: Jarred Gillett | Tottenham, England Publik: 60 820 Domare: Jarred Gillett |

| 28        | 9 mars 2025 | Tottenham Hotspur                                               | 2–2     | Bournemouth                                            | Tottenham Hotspur Stadium                             |                                                       |
| 14:00 GMT | 14:00 GMT   | Bentancur 30' Bissouma 45' Sarr 67′ Son 84′ (str.) Maddison 86' | Rapport | Tavernier 4' 42′ Evanilson 65′ Semenyo 69' Huijsen 87' | Tottenham, England Publik: 61 178 Domare: John Brooks | Tottenham, England Publik: 61 178 Domare: John Brooks |
| 14:00 GMT | 14:00 GMT   |                                                                 |         |                                                        | Tottenham, England Publik: 61 178 Domare: John Brooks | Tottenham, England Publik: 61 178 Domare: John Brooks |
| 14:00 GMT | 14:00 GMT   |                                                                 |         |                                                        | Tottenham, England Publik: 61 178 Domare: John Brooks | Tottenham, England Publik: 61 178 Domare: John Brooks |

| 29        | 16 mars 2025 | Fulham                  | 2–0     | Tottenham Hotspur | Craven Cottage                                       |                                                      |
| 13:30 GMT | 13:30 GMT    | Muniz 78′ Sessegnon 88′ | Rapport |                   | Fulham, England Publik: 27 182 Domare: Andrew Madley | Fulham, England Publik: 27 182 Domare: Andrew Madley |
| 13:30 GMT | 13:30 GMT    |                         |         |                   | Fulham, England Publik: 27 182 Domare: Andrew Madley | Fulham, England Publik: 27 182 Domare: Andrew Madley |
| 13:30 GMT | 13:30 GMT    |                         |         |                   | Fulham, England Publik: 27 182 Domare: Andrew Madley | Fulham, England Publik: 27 182 Domare: Andrew Madley |

| 30        | 3 april 2025 | Chelsea                                                                    | 1–0     | Tottenham Hotspur                                             | Stamford Bridge                                     |                                                     |
| 20:00 BST | 20:00 BST    | Chalobah 45+1' Fernández 50′ Jackson 67' Cucurella 73' Neto 80' Palmer 86' | Rapport | Romero 45+1' Sarr 72' Porro 90+8' Johnson 90+8' Spence 90+13' | Fulham, England Publik: 39 852 Domare: Craig Pawson | Fulham, England Publik: 39 852 Domare: Craig Pawson |
| 20:00 BST | 20:00 BST    |                                                                            |         |                                                               | Fulham, England Publik: 39 852 Domare: Craig Pawson | Fulham, England Publik: 39 852 Domare: Craig Pawson |
| 20:00 BST | 20:00 BST    |                                                                            |         |                                                               | Fulham, England Publik: 39 852 Domare: Craig Pawson | Fulham, England Publik: 39 852 Domare: Craig Pawson |

| 31        | 6 april 2025 | Tottenham Hotspur                           | 3–1     | Southampton                 | Tottenham Hotspur Stadium                                   |                                                             |
| 14:00 BST | 14:00 BST    | Johnson 13′, 42′ Porro 60' Tel 90+6′ (str.) | Rapport | Ugochukwu 26' Fernandes 90′ | Tottenham, England Publik: 60 984 Domare: Michael Salisbury | Tottenham, England Publik: 60 984 Domare: Michael Salisbury |
| 14:00 BST | 14:00 BST    |                                             |         |                             | Tottenham, England Publik: 60 984 Domare: Michael Salisbury | Tottenham, England Publik: 60 984 Domare: Michael Salisbury |
| 14:00 BST | 14:00 BST    |                                             |         |                             | Tottenham, England Publik: 60 984 Domare: Michael Salisbury | Tottenham, England Publik: 60 984 Domare: Michael Salisbury |

| 32        | 13 april 2025 | Wolverhampton Wanderers                                       | 4–2     | Tottenham Hotspur                              | Molineux Stadium                                             |                                                              |
| 14:00 BST | 14:00 BST     | Aït-Nouri 2′ Spence 38′ (sjm.) Larsen 64′ Gomes 86' Cunha 86′ | Rapport | Bissouma 8' Tel 59′ Davies 70' Richarlison 85′ | Wolverhampton, England Publik: 31 463 Domare: Anthony Taylor | Wolverhampton, England Publik: 31 463 Domare: Anthony Taylor |
| 14:00 BST | 14:00 BST     |                                                               |         |                                                | Wolverhampton, England Publik: 31 463 Domare: Anthony Taylor | Wolverhampton, England Publik: 31 463 Domare: Anthony Taylor |
| 14:00 BST | 14:00 BST     |                                                               |         |                                                | Wolverhampton, England Publik: 31 463 Domare: Anthony Taylor | Wolverhampton, England Publik: 31 463 Domare: Anthony Taylor |

| 33        | 21 april 2025 | Tottenham Hotspur          | 1–2     | Nottingham Forest                                                       | Tottenham Hotspur Stadium                              |                                                        |
| 20:00 BST | 20:00 BST     | Romero 42' Richarlison 87′ | Rapport | Anderson 5′ Wood 16′ Gibbs-White 65' Yates 89' Sels 90+2' Toffolo 90+4' | Tottenham, England Publik: 59 314 Domare: Peter Bankes | Tottenham, England Publik: 59 314 Domare: Peter Bankes |
| 20:00 BST | 20:00 BST     |                            |         |                                                                         | Tottenham, England Publik: 59 314 Domare: Peter Bankes | Tottenham, England Publik: 59 314 Domare: Peter Bankes |
| 20:00 BST | 20:00 BST     |                            |         |                                                                         | Tottenham, England Publik: 59 314 Domare: Peter Bankes | Tottenham, England Publik: 59 314 Domare: Peter Bankes |

| 34        | 27 april 2025 | Liverpool                                                                         | 5–1     | Tottenham Hotspur             | Anfield                                                  |                                                          |
| 16:30 BST | 16:30 BST     | Díaz 16′ Mac Allister 24′ Gakpo 34′ 34' Salah 63′ Udogie 69′ (sjm.) Elliott 90+4' | Rapport | Solanke 12′ Richarlison 90+4' | Liverpool, England Publik: 60 415 Domare: Thomas Bramall | Liverpool, England Publik: 60 415 Domare: Thomas Bramall |
| 16:30 BST | 16:30 BST     |                                                                                   |         |                               | Liverpool, England Publik: 60 415 Domare: Thomas Bramall | Liverpool, England Publik: 60 415 Domare: Thomas Bramall |
| 16:30 BST | 16:30 BST     |                                                                                   |         |                               | Liverpool, England Publik: 60 415 Domare: Thomas Bramall | Liverpool, England Publik: 60 415 Domare: Thomas Bramall |

| 35        | 4 maj 2025 | West Ham United                 | 1–1     | Tottenham Hotspur              | Londons Olympiastadion                                   |                                                          |
| 14:00 BST | 14:00 BST  | Kudus 19' Bowen 28′ Paquetá 73' | Rapport | Davies 13' Odobert 15′ Tel 88' | Stratford, England Publik: 62 468 Domare: Michael Oliver | Stratford, England Publik: 62 468 Domare: Michael Oliver |
| 14:00 BST | 14:00 BST  |                                 |         |                                | Stratford, England Publik: 62 468 Domare: Michael Oliver | Stratford, England Publik: 62 468 Domare: Michael Oliver |
| 14:00 BST | 14:00 BST  |                                 |         |                                | Stratford, England Publik: 62 468 Domare: Michael Oliver | Stratford, England Publik: 62 468 Domare: Michael Oliver |

| 36        | 11 maj 2025 | Tottenham Hotspur | 0–2     | Crystal Palace         | Tottenham Hotspur Stadium                                |                                                          |
| 14:15 BST | 14:15 BST   | Bentancur 37'     | Rapport | Eze 45′, 48′ Lerma 47' | Tottenham, England Publik: 60 254 Domare: Chris Kavanagh | Tottenham, England Publik: 60 254 Domare: Chris Kavanagh |
| 14:15 BST | 14:15 BST   |                   |         |                        | Tottenham, England Publik: 60 254 Domare: Chris Kavanagh | Tottenham, England Publik: 60 254 Domare: Chris Kavanagh |
| 14:15 BST | 14:15 BST   |                   |         |                        | Tottenham, England Publik: 60 254 Domare: Chris Kavanagh | Tottenham, England Publik: 60 254 Domare: Chris Kavanagh |

| 37        | 16 maj 2025 | Aston Villa                   | 2–0     | Tottenham Hotspur | Villa Park                                              |                                                         |
| 19:30 BST | 19:30 BST   | Cash 23' Konsa 59′ Kamara 73′ | Rapport | Gray 33' Tel 62'  | Birmingham, England Publik: 42 239 Domare: Peter Bankes | Birmingham, England Publik: 42 239 Domare: Peter Bankes |
| 19:30 BST | 19:30 BST   |                               |         |                   | Birmingham, England Publik: 42 239 Domare: Peter Bankes | Birmingham, England Publik: 42 239 Domare: Peter Bankes |
| 19:30 BST | 19:30 BST   |                               |         |                   | Birmingham, England Publik: 42 239 Domare: Peter Bankes | Birmingham, England Publik: 42 239 Domare: Peter Bankes |

| 38        | 25 maj 2025 | Tottenham Hotspur                                     | 1–4     | Brighton & Hove Albion                                          | Tottenham Hotspur Stadium                              |                                                        |
| 16:00 BST | 16:00 BST   | Solanke 17′ (str.) Bentancur 38' Porro 58' Davies 80' | Rapport | Hinshelwood 51′, 64′ Veltman 79' O'Riley 88′ (str.) Gómez 90+3′ | Tottenham, England Publik: 61 449 Domare: Robert Jones | Tottenham, England Publik: 61 449 Domare: Robert Jones |
| 16:00 BST | 16:00 BST   |                                                       |         |                                                                 | Tottenham, England Publik: 61 449 Domare: Robert Jones | Tottenham, England Publik: 61 449 Domare: Robert Jones |
| 16:00 BST | 16:00 BST   |                                                       |         |                                                                 | Tottenham, England Publik: 61 449 Domare: Robert Jones | Tottenham, England Publik: 61 449 Domare: Robert Jones |

### FA-cupen
Tottenham Hotspur gick in i FA-cupens tredje runda, där de lottades mot Tamworth på bortaplan, det lägst rankade laget kvar i cupen.
      Vinst
      Oavgjort
      Förlust
| 3e r.     | 12 januari 2025 | Tamworth                                            | 0–3 (e.fl.) | Tottenham Hotspur                                                        | The Lamb Ground                                      |                                                      |
| 12:30 GMT | 12:30 GMT       | Creaney 60' Tonks 83' McGlinchey 90+5' Williams 92' | Rapport     | Drăgușin 60' Porro 76' Tshikuna 101′ (sjm.) Kulusevski 107′ Johnson 118′ | Tamworth, England Publik: 3 720 Domare: Peter Bankes | Tamworth, England Publik: 3 720 Domare: Peter Bankes |
| 12:30 GMT | 12:30 GMT       |                                                     |             |                                                                          | Tamworth, England Publik: 3 720 Domare: Peter Bankes | Tamworth, England Publik: 3 720 Domare: Peter Bankes |
| 12:30 GMT | 12:30 GMT       |                                                     |             |                                                                          | Tamworth, England Publik: 3 720 Domare: Peter Bankes | Tamworth, England Publik: 3 720 Domare: Peter Bankes |

| 4e r.     | 9 februari 2025 | Aston Villa          | 2–1     | Tottenham Hotspur                              | Villa Park                                                |                                                           |
| 17:35 GMT | 17:35 GMT       | Ramsey 1′ Rogers 64′ | Rapport | Bentancur 60' Bergvall 62' Porro 80' Tel 90+1′ | Birmingham, England Publik: 40 773 Domare: Anthony Taylor | Birmingham, England Publik: 40 773 Domare: Anthony Taylor |
| 17:35 GMT | 17:35 GMT       |                      |         |                                                | Birmingham, England Publik: 40 773 Domare: Anthony Taylor | Birmingham, England Publik: 40 773 Domare: Anthony Taylor |
| 17:35 GMT | 17:35 GMT       |                      |         |                                                | Birmingham, England Publik: 40 773 Domare: Anthony Taylor | Birmingham, England Publik: 40 773 Domare: Anthony Taylor |

### Engelska Ligacupen
Lottningen för tredje rundan av Engelska Ligacupen hölls 28 augusti 2024, då Spurs lottades mot EFL Championship-laget Coventry City på bortaplan. I fjärde rundan lottades de mot Manchester City på hemmaplan.
      Vinst
      Oavgjort
      Förlust
| 3e r.     | 18 september 2024 | Coventry City                                             | 1–2     | Tottenham Hotspur                     | Coventry Building Society Arena                         |                                                         |
| 20:00 BST | 20:00 BST         | Binks 25' Thomas 57' Thomas-Asante 63′ 90+4' Kitching 86' | Rapport | Spence 88′ Maddison 90' Johnson 90+2′ | Coventry, England Publik: 24 616 Domare: Darren England | Coventry, England Publik: 24 616 Domare: Darren England |
| 20:00 BST | 20:00 BST         |                                                           |         |                                       | Coventry, England Publik: 24 616 Domare: Darren England | Coventry, England Publik: 24 616 Domare: Darren England |
| 20:00 BST | 20:00 BST         |                                                           |         |                                       | Coventry, England Publik: 24 616 Domare: Darren England | Coventry, England Publik: 24 616 Domare: Darren England |

| 4e r.     | 30 oktober 2024 | Tottenham Hotspur                            | 2–1     | Manchester City | Tottenham Hotspur Stadium                              |                                                        |
| 20:15 GMT | 20:15 GMT       | Werner 5′ Sarr 23' 25′ Bissouma 53' Gray 90' | Rapport | Nunes 45+4′     | Tottenham, England Publik: 60 797 Domare: Robert Jones | Tottenham, England Publik: 60 797 Domare: Robert Jones |
| 20:15 GMT | 20:15 GMT       |                                              |         |                 | Tottenham, England Publik: 60 797 Domare: Robert Jones | Tottenham, England Publik: 60 797 Domare: Robert Jones |
| 20:15 GMT | 20:15 GMT       |                                              |         |                 | Tottenham, England Publik: 60 797 Domare: Robert Jones | Tottenham, England Publik: 60 797 Domare: Robert Jones |

| Kvar.     | 19 december 2024 | Tottenham Hotspur                                                            | 4–3     | Manchester United                                                            | Tottenham Hotspur Stadium                             |                                                       |
| 20:00 GMT | 20:00 GMT        | Solanke 15′, 54′ Sarr 23' Kulusevski 46′ Maddison 78' Son 88′ Bergvall 90+8' | Rapport | Mazraoui 25' Zirkzee 63′ Diallo 70′ Bayındır 88' Fernandes 90+1' Evans 90+4′ | Tottenham, England Publik: 57 409 Domare: John Brooks | Tottenham, England Publik: 57 409 Domare: John Brooks |
| 20:00 GMT | 20:00 GMT        |                                                                              |         |                                                                              | Tottenham, England Publik: 57 409 Domare: John Brooks | Tottenham, England Publik: 57 409 Domare: John Brooks |
| 20:00 GMT | 20:00 GMT        |                                                                              |         |                                                                              | Tottenham, England Publik: 57 409 Domare: John Brooks | Tottenham, England Publik: 57 409 Domare: John Brooks |

#### Semifinal
| 1a s.     | 8 januari 2025 | Tottenham Hotspur             | 1–0     | Liverpool | Tottenham Hotspur Stadium                                |                                                          |
| 20:00 GMT | 20:00 GMT      | Bissouma 32' Bergvall 68' 86′ | Rapport |           | Tottenham, England Publik: 59 037 Domare: Stuart Attwell | Tottenham, England Publik: 59 037 Domare: Stuart Attwell |
| 20:00 GMT | 20:00 GMT      |                               |         |           | Tottenham, England Publik: 59 037 Domare: Stuart Attwell | Tottenham, England Publik: 59 037 Domare: Stuart Attwell |
| 20:00 GMT | 20:00 GMT      |                               |         |           | Tottenham, England Publik: 59 037 Domare: Stuart Attwell | Tottenham, England Publik: 59 037 Domare: Stuart Attwell |

| 2a s.     | 6 februari 2025 | Liverpool                                              | 4–0                  | Tottenham Hotspur | Anfield                                                |                                                        |
| 20:00 GMT | 20:00 GMT       | Gakpo 34′ Salah 51′ (str.) Szoboszlai 75′ Van Dijk 80′ | (Totalt 4–1) Rapport |                   | Liverpool, England Publik: 60 395 Domare: Craig Pawson | Liverpool, England Publik: 60 395 Domare: Craig Pawson |
| 20:00 GMT | 20:00 GMT       |                                                        |                      |                   | Liverpool, England Publik: 60 395 Domare: Craig Pawson | Liverpool, England Publik: 60 395 Domare: Craig Pawson |
| 20:00 GMT | 20:00 GMT       |                                                        |                      |                   | Liverpool, England Publik: 60 395 Domare: Craig Pawson | Liverpool, England Publik: 60 395 Domare: Craig Pawson |

### UEFA Europa League

#### Ligafas
Lottningen för ligafasen hölls 30 augusti 2024.
  
| Nr | Lag                  | S | V | O | F | GM | IM | MS  | P  |
| -- | -------------------- | - | - | - | - | -- | -- | --- | -- |
| 1  | Lazio                | 8 | 6 | 1 | 1 | 17 | 5  | +12 | 19 |
| 2  | Athletic Bilbao      | 8 | 6 | 1 | 1 | 15 | 7  | +8  | 19 |
| 3  | Manchester United    | 8 | 5 | 3 | 0 | 16 | 9  | +7  | 18 |
| 4  | Tottenham Hotspur    | 8 | 5 | 2 | 1 | 17 | 9  | +8  | 17 |
| 5  | Eintracht Frankfurt  | 8 | 5 | 1 | 2 | 14 | 10 | +4  | 16 |
| 6  | Lyon                 | 8 | 4 | 3 | 1 | 16 | 8  | +8  | 15 |
| 7  | Olympiakos           | 8 | 4 | 3 | 1 | 9  | 3  | +6  | 15 |
| 8  | Rangers              | 8 | 4 | 2 | 2 | 16 | 10 | +6  | 14 |
| 9  | FK Bodø/Glimt        | 8 | 4 | 2 | 2 | 14 | 11 | +3  | 14 |
| 10 | Anderlecht           | 8 | 4 | 2 | 2 | 14 | 12 | +2  | 14 |
| 11 | Steaua București     | 8 | 4 | 2 | 2 | 10 | 9  | +1  | 14 |
| 12 | Ajax                 | 8 | 4 | 1 | 3 | 16 | 8  | +8  | 13 |
| 13 | Real Sociedad        | 8 | 4 | 1 | 3 | 13 | 9  | +4  | 13 |
| 14 | Galatasaray          | 8 | 3 | 4 | 1 | 19 | 16 | +3  | 13 |
| 15 | Roma                 | 8 | 3 | 3 | 2 | 10 | 6  | +4  | 12 |
| 16 | Viktoria Plzeň       | 8 | 3 | 3 | 2 | 13 | 12 | +1  | 12 |
| 17 | Ferencváros          | 8 | 4 | 0 | 4 | 15 | 15 | 0   | 12 |
| 18 | Porto                | 8 | 3 | 2 | 3 | 13 | 11 | +2  | 11 |
| 19 | AZ                   | 8 | 3 | 2 | 3 | 13 | 13 | 0   | 11 |
| 20 | FC Midtjylland       | 8 | 3 | 2 | 3 | 9  | 9  | 0   | 11 |
| 21 | Union Saint-Gilloise | 8 | 3 | 2 | 3 | 8  | 8  | 0   | 11 |
| 22 | PAOK                 | 8 | 3 | 1 | 4 | 12 | 10 | +2  | 10 |
| 23 | Twente               | 8 | 2 | 4 | 2 | 8  | 9  | −1  | 10 |
| 24 | Fenerbahçe           | 8 | 2 | 4 | 2 | 9  | 11 | −2  | 10 |
| 25 | Braga                | 8 | 3 | 1 | 4 | 9  | 12 | −3  | 10 |
| 26 | IF Elfsborg          | 8 | 3 | 1 | 4 | 9  | 14 | −5  | 10 |
| 27 | 1899 Hoffenheim      | 8 | 2 | 3 | 3 | 11 | 14 | −3  | 9  |
| 28 | Beşiktaş             | 8 | 3 | 0 | 5 | 10 | 15 | −5  | 9  |
| 29 | Maccabi Tel Aviv     | 8 | 2 | 0 | 6 | 8  | 17 | −9  | 6  |
| 30 | Slavia Prag          | 8 | 1 | 2 | 5 | 7  | 11 | −4  | 5  |
| 31 | RFS                  | 8 | 1 | 2 | 5 | 7  | 13 | −6  | 5  |
| 32 | Malmö FF             | 8 | 1 | 2 | 5 | 10 | 17 | −7  | 5  |
| 33 | Ludogorets Razgrad   | 8 | 0 | 4 | 4 | 4  | 11 | −7  | 4  |
| 34 | Dynamo Kiev          | 8 | 1 | 1 | 6 | 5  | 18 | −13 | 4  |
| 35 | Nice                 | 8 | 0 | 3 | 5 | 7  | 16 | −9  | 3  |
| 36 | Qarabağ              | 8 | 1 | 0 | 7 | 6  | 20 | −14 | 3  |

##### Matcher
Vinst
      Oavgjort
      Förlust
| 1         | 26 september 2024 | Tottenham Hotspur                                         | 3–0     | Qarabağ                   | Tottenham Hotspur Stadium                                           |                                                                     |
| 20:35 BST | 20:35 BST         | Drăgușin 7' Johnson 12′ Sarr 52′ Bissouma 56' Solanke 68′ | Rapport | Cafarguliyev 23' Bayramov | Tottenham, England Publik: 51 757 Domare: Willy Delajod (Frankrike) | Tottenham, England Publik: 51 757 Domare: Willy Delajod (Frankrike) |
| 20:35 BST | 20:35 BST         |                                                           |         |                           | Tottenham, England Publik: 51 757 Domare: Willy Delajod (Frankrike) | Tottenham, England Publik: 51 757 Domare: Willy Delajod (Frankrike) |
| 20:35 BST | 20:35 BST         |                                                           |         |                           | Tottenham, England Publik: 51 757 Domare: Willy Delajod (Frankrike) | Tottenham, England Publik: 51 757 Domare: Willy Delajod (Frankrike) |

| 2          | 3 oktober 2024 | Ferencváros         | 1–2     | Tottenham Hotspur    | Groupama Arena                                                |                                                               |
| 18:45 CEST | 18:45 CEST     | Ćivić 22' Varga 90′ | Rapport | Sarr 23′ Johnson 86′ | Budapest, Ungern Publik: 20 795 Domare: Igor Pajač (Kroatien) | Budapest, Ungern Publik: 20 795 Domare: Igor Pajač (Kroatien) |
| 18:45 CEST | 18:45 CEST     |                     |         |                      | Budapest, Ungern Publik: 20 795 Domare: Igor Pajač (Kroatien) | Budapest, Ungern Publik: 20 795 Domare: Igor Pajač (Kroatien) |
| 18:45 CEST | 18:45 CEST     |                     |         |                      | Budapest, Ungern Publik: 20 795 Domare: Igor Pajač (Kroatien) | Budapest, Ungern Publik: 20 795 Domare: Igor Pajač (Kroatien) |

| 3         | 24 oktober 2024 | Tottenham Hotspur      | 1–0     | AZ Alkmaar                                      | Tottenham Hotspur Stadium                                                 |                                                                           |
| 20:00 BST | 20:00 BST       | Richarlison 53′ (str.) | Rapport | Wolfe 56' 85' Dekker 80' Kwakman 90' Clasie 90' | Tottenham, England Publik: 53 438 Domare: Manfredas Lukjančukas (Litauen) | Tottenham, England Publik: 53 438 Domare: Manfredas Lukjančukas (Litauen) |
| 20:00 BST | 20:00 BST       |                        |         |                                                 | Tottenham, England Publik: 53 438 Domare: Manfredas Lukjančukas (Litauen) | Tottenham, England Publik: 53 438 Domare: Manfredas Lukjančukas (Litauen) |
| 20:00 BST | 20:00 BST       |                        |         |                                                 | Tottenham, England Publik: 53 438 Domare: Manfredas Lukjančukas (Litauen) | Tottenham, England Publik: 53 438 Domare: Manfredas Lukjančukas (Litauen) |

| 4         | 7 november 2024 | Galatasaray                                                   | 3–2     | Tottenham Hotspur                                                                          | Türk Telekom Arena                                                 |                                                                    |
| 20:45 TRT | 20:45 TRT       | Akgün 6′ Mertens 16' Osimhen 31′, 39′ Sara 54' Torreira 90+6' | Rapport | Lankshear 18′ 53' 60' Drăgușin 32' Kulusevski 48' Bissouma 60' Solanke 69′ Bentancur 90+3' | Istanbul, Turkiet Publik: 51 739 Domare: Lawrence Visser (Belgien) | Istanbul, Turkiet Publik: 51 739 Domare: Lawrence Visser (Belgien) |
| 20:45 TRT | 20:45 TRT       |                                                               |         |                                                                                            | Istanbul, Turkiet Publik: 51 739 Domare: Lawrence Visser (Belgien) | Istanbul, Turkiet Publik: 51 739 Domare: Lawrence Visser (Belgien) |
| 20:45 TRT | 20:45 TRT       |                                                               |         |                                                                                            | Istanbul, Turkiet Publik: 51 739 Domare: Lawrence Visser (Belgien) | Istanbul, Turkiet Publik: 51 739 Domare: Lawrence Visser (Belgien) |

| 5         | 28 november 2024 | Tottenham Hotspur                                      | 2–2     | Roma                                  | Tottenham Hotspur Stadium                         |                                                   |
| 20:00 GMT | 20:00 GMT        | Son 5′ (str.) Kulusevski 28' Johnson 33′ Bentancur 72' | Rapport | N'Dicka 20′ Paredes 28' Hummels 90+1′ | Tottenham, England Domare: Glenn Nyberg (Sverige) | Tottenham, England Domare: Glenn Nyberg (Sverige) |
| 20:00 GMT | 20:00 GMT        |                                                        |         |                                       | Tottenham, England Domare: Glenn Nyberg (Sverige) | Tottenham, England Domare: Glenn Nyberg (Sverige) |
| 20:00 GMT | 20:00 GMT        |                                                        |         |                                       | Tottenham, England Domare: Glenn Nyberg (Sverige) | Tottenham, England Domare: Glenn Nyberg (Sverige) |

| 6         | 12 december 2024 | Rangers                  | 1–1     | Tottenham Hotspur                        | Ibrox Stadium                                                      |                                                                    |
| 20:00 GMT | 20:00 GMT        | Diomande 20' Igamane 47′ | Rapport | Drăgușin 68' Bergvall 72' Kulusevski 75′ | Glasgow, Skottland Publik: 48 064 Domare: Sandro Schärer (Schweiz) | Glasgow, Skottland Publik: 48 064 Domare: Sandro Schärer (Schweiz) |
| 20:00 GMT | 20:00 GMT        |                          |         |                                          | Glasgow, Skottland Publik: 48 064 Domare: Sandro Schärer (Schweiz) | Glasgow, Skottland Publik: 48 064 Domare: Sandro Schärer (Schweiz) |
| 20:00 GMT | 20:00 GMT        |                          |         |                                          | Glasgow, Skottland Publik: 48 064 Domare: Sandro Schärer (Schweiz) | Glasgow, Skottland Publik: 48 064 Domare: Sandro Schärer (Schweiz) |

| 7         | 23 januari 2025 | TSG Hoffenheim                   | 2–3     | Tottenham Hotspur        | Rhein-Neckar-Arena                                               |                                                                  |
| 18:45 CET | 18:45 CET       | Akpoguma 10' Stach 68′ Mokwa 88′ | Rapport | Maddison 3′ Son 22′, 77′ | Sinsheim, Tyskland Publik: 30 150 Domare: Morten Krogh (Danmark) | Sinsheim, Tyskland Publik: 30 150 Domare: Morten Krogh (Danmark) |
| 18:45 CET | 18:45 CET       |                                  |         |                          | Sinsheim, Tyskland Publik: 30 150 Domare: Morten Krogh (Danmark) | Sinsheim, Tyskland Publik: 30 150 Domare: Morten Krogh (Danmark) |
| 18:45 CET | 18:45 CET       |                                  |         |                          | Sinsheim, Tyskland Publik: 30 150 Domare: Morten Krogh (Danmark) | Sinsheim, Tyskland Publik: 30 150 Domare: Morten Krogh (Danmark) |

| 8         | 30 januari 2025 | Tottenham Hotspur                               | 3–0     | IF Elfsborg | Tottenham Hotspur Stadium                                                |                                                                          |
| 20:00 GMT | 20:00 GMT       | Scarlett 70′ Ajayi 84′ Bergvall 88' Moore 90+4′ | Rapport |             | Tottenham, England Publik: 57 337 Domare: Sebastian Gishamer (Österrike) | Tottenham, England Publik: 57 337 Domare: Sebastian Gishamer (Österrike) |
| 20:00 GMT | 20:00 GMT       |                                                 |         |             | Tottenham, England Publik: 57 337 Domare: Sebastian Gishamer (Österrike) | Tottenham, England Publik: 57 337 Domare: Sebastian Gishamer (Österrike) |
| 20:00 GMT | 20:00 GMT       |                                                 |         |             | Tottenham, England Publik: 57 337 Domare: Sebastian Gishamer (Österrike) | Tottenham, England Publik: 57 337 Domare: Sebastian Gishamer (Österrike) |

#### Utslagsfas
Lottningen för åttondels- kvarts- och semifinalerna hölls 21 februari 2025, då Tottenham lottades mot Eredivisie-laget AZ.

##### Åttondelsfinal
| 1a m.     | 6 mars 2025 | AZ                                                           | 1–0     | Tottenham Hotspur | AFAS Stadion                                                             |                                                                          |
| 18:45 CET | 18:45 CET   | Bergvall 18′ (sjm.) Koopmeiners 65' Poku 68' Van Duijn 90+4' | Rapport | Bentancur 62'     | Alkmaar, Nederländerna Publik: 18 281 Domare: Rade Obrenovič (Slovenien) | Alkmaar, Nederländerna Publik: 18 281 Domare: Rade Obrenovič (Slovenien) |
| 18:45 CET | 18:45 CET   |                                                              |         |                   | Alkmaar, Nederländerna Publik: 18 281 Domare: Rade Obrenovič (Slovenien) | Alkmaar, Nederländerna Publik: 18 281 Domare: Rade Obrenovič (Slovenien) |
| 18:45 CET | 18:45 CET   |                                                              |         |                   | Alkmaar, Nederländerna Publik: 18 281 Domare: Rade Obrenovič (Slovenien) | Alkmaar, Nederländerna Publik: 18 281 Domare: Rade Obrenovič (Slovenien) |

| 2a m.     | 13 mars 2025 | Tottenham Hotspur             | 3–1                  | AZ                           | Tottenham Hotspur Stadium                                          |                                                                    |
| 20:00 GMT | 20:00 GMT    | Odobert 26′, 74′ Maddison 48′ | (Totalt 3–2) Rapport | Koopmeiners 63′ Clasie 90+5' | Tottenham, England Publik: 58 302 Domare: João Pinheiro (Portugal) | Tottenham, England Publik: 58 302 Domare: João Pinheiro (Portugal) |
| 20:00 GMT | 20:00 GMT    |                               |                      |                              | Tottenham, England Publik: 58 302 Domare: João Pinheiro (Portugal) | Tottenham, England Publik: 58 302 Domare: João Pinheiro (Portugal) |
| 20:00 GMT | 20:00 GMT    |                               |                      |                              | Tottenham, England Publik: 58 302 Domare: João Pinheiro (Portugal) | Tottenham, England Publik: 58 302 Domare: João Pinheiro (Portugal) |

##### Kvartsfinal
| 1a m.     | 10 april 2025 | Tottenham Hotspur | 1–1     | Eintracht Frankfurt                  | Tottenham Hotspur Stadium                                          |                                                                    |
| 20:00 BST | 20:00 BST     | Porro 26′ Tel 86' | Rapport | Ekitike 6′ Bahoya 62' Kristensen 71' | Tottenham, England Publik: 57 849 Domare: Szymon Marciniak (Polen) | Tottenham, England Publik: 57 849 Domare: Szymon Marciniak (Polen) |
| 20:00 BST | 20:00 BST     |                   |         |                                      | Tottenham, England Publik: 57 849 Domare: Szymon Marciniak (Polen) | Tottenham, England Publik: 57 849 Domare: Szymon Marciniak (Polen) |
| 20:00 BST | 20:00 BST     |                   |         |                                      | Tottenham, England Publik: 57 849 Domare: Szymon Marciniak (Polen) | Tottenham, England Publik: 57 849 Domare: Szymon Marciniak (Polen) |

| 2a m.      | 17 april 2025 | Eintracht Frankfurt                    | 0–1                  | Tottenham Hotspur                                           | Waldstadion                                                       |                                                                   |
| 21:00 CEST | 21:00 CEST    | Santos 42' Kristensen 57' Theate 90+5' | (Totalt 1–2) Rapport | Solanke 43′ (str.) Johnson 45+6' Bentancur 78' Romero 90+7' | Frankfurt, Tyskland Publik: 57 500 Domare: Davide Massa (Italien) | Frankfurt, Tyskland Publik: 57 500 Domare: Davide Massa (Italien) |
| 21:00 CEST | 21:00 CEST    |                                        |                      |                                                             | Frankfurt, Tyskland Publik: 57 500 Domare: Davide Massa (Italien) | Frankfurt, Tyskland Publik: 57 500 Domare: Davide Massa (Italien) |
| 21:00 CEST | 21:00 CEST    |                                        |                      |                                                             | Frankfurt, Tyskland Publik: 57 500 Domare: Davide Massa (Italien) | Frankfurt, Tyskland Publik: 57 500 Domare: Davide Massa (Italien) |

##### Semifinal
| 1a m.     | 1 maj 2025 | Tottenham Hotspur                                     | 3–1     | Bodø/Glimt                        | Tottenham Hotspur Stadium                                                       |                                                                                 |
| 20:00 BST | 20:00 BST  | Johnson 1′ Maddison 34′ Solanke 61′ (str.) Romero 73' | Rapport | Bjørkan 57' Hauge 76' Saltnes 83′ | Tottenham, England Publik: 61 327 Domare: José María Sánchez Martínez (Spanien) | Tottenham, England Publik: 61 327 Domare: José María Sánchez Martínez (Spanien) |
| 20:00 BST | 20:00 BST  |                                                       |         |                                   | Tottenham, England Publik: 61 327 Domare: José María Sánchez Martínez (Spanien) | Tottenham, England Publik: 61 327 Domare: José María Sánchez Martínez (Spanien) |
| 20:00 BST | 20:00 BST  |                                                       |         |                                   | Tottenham, England Publik: 61 327 Domare: José María Sánchez Martínez (Spanien) | Tottenham, England Publik: 61 327 Domare: José María Sánchez Martínez (Spanien) |

| 2a m.     | 8 maj 2025 | Bodø/Glimt | 0–2                  | Tottenham Hotspur                             | Aspmyra Stadion                                              |                                                              |
| 20:00 BST | 20:00 BST  | Høgh 26'   | (Totalt 1–5) Rapport | Johnson 33' Solanke 63′ Vicario 66' Porro 69′ | Bodø, Norge Publik: 8 030 Domare: Maurizio Mariani (Italien) | Bodø, Norge Publik: 8 030 Domare: Maurizio Mariani (Italien) |
| 20:00 BST | 20:00 BST  |            |                      |                                               | Bodø, Norge Publik: 8 030 Domare: Maurizio Mariani (Italien) | Bodø, Norge Publik: 8 030 Domare: Maurizio Mariani (Italien) |
| 20:00 BST | 20:00 BST  |            |                      |                                               | Bodø, Norge Publik: 8 030 Domare: Maurizio Mariani (Italien) | Bodø, Norge Publik: 8 030 Domare: Maurizio Mariani (Italien) |

##### Final
| Final     | 21 maj 2025 | Tottenham Hotspur                                       | 1–0     | Manchester United                            | Estadio San Mamés                                              |                                                                |
| 20:00 BST | 20:00 BST   | Johnson 42′ Van de Ven 49' Richarlison 57' Bissouma 68' | Rapport | Amad 35' Zirkzee 84' Maguire 88' Evans 90+1' | Bilbao, Spanien Publik: 49 924 Domare: Felix Zwayer (Tyskland) | Bilbao, Spanien Publik: 49 924 Domare: Felix Zwayer (Tyskland) |
| 20:00 BST | 20:00 BST   |                                                         |         |                                              | Bilbao, Spanien Publik: 49 924 Domare: Felix Zwayer (Tyskland) | Bilbao, Spanien Publik: 49 924 Domare: Felix Zwayer (Tyskland) |
| 20:00 BST | 20:00 BST   |                                                         |         |                                              | Bilbao, Spanien Publik: 49 924 Domare: Felix Zwayer (Tyskland) | Bilbao, Spanien Publik: 49 924 Domare: Felix Zwayer (Tyskland) |

## Statistik

### Spelade Matcher
| Nr | Pos.        | Namn              | Premier League | Premier League | FA-cupen | FA-cupen | EFL-cupen | EFL-cupen | Europa League | Europa League | Total | Total |
| Nr | Pos.        | Namn              | SM             | Mål            | SM       | Mål      | SM        | Mål       | SM            | Mål           | SM    | Mål   |
| -- | ----------- | ----------------- | -------------- | -------------- | -------- | -------- | --------- | --------- | ------------- | ------------- | ----- | ----- |
| 1  | Målvakt     | Guglielmo Vicario | 24             | 0              | 0        | 0        | 1         | 0         | 9             | 0             | 34    | 0     |
| 3  | Försvarare  | Sergio Reguilón   | 1+3            | 0              | 1        | 0        | 0+1       | 0         | 9             | 0             | 2+4   | 0     |
| 4  | Försvarare  | Kevin Danso       | 10+1           | 0              | 1        | 0        | 1         | 0         | 1+2           | 0             | 13+3  | 0     |
| 6  | Försvarare  | Radu Drăgușin     | 13+2           | 0              | 1        | 0        | 4         | 0         | 6+1           | 0             | 24+3  | 0     |
| 7  | Anfallare   | Son Heung-min     | 24+6           | 7              | 1+1      | 0        | 3+1       | 1         | 9+1           | 3             | 37+9  | 11    |
| 8  | Mittfältare | Yves Bissouma     | 16+12          | 2              | 1+1      | 0        | 3+1       | 0         | 7+3           | 0             | 27+17 | 2     |
| 9  | Anfallare   | Richarlison       | 4+11           | 4              | 0        | 0        | 1+1       | 0         | 6+1           | 1             | 11+13 | 5     |
| 10 | Mittfältare | James Maddison    | 22+10          | 9              | 1        | 0        | 1+1       | 0         | 9+2           | 3             | 33+13 | 12    |
| 11 | Anfallare   | Mathys Tel        | 11+2           | 2              | 1        | 1        | 0+1       | 0         | 2+3           | 0             | 14+6  | 3     |
| 13 | Försvarare  | Destiny Udogie    | 24+1           | 0              | 0        | 0        | 1+1       | 0         | 8+1           | 0             | 33+3  | 0     |
| 14 | Mittfältare | Archie Gray       | 19+9           | 0              | 2        | 0        | 5         | 0         | 9+2           | 0             | 35+11 | 0     |
| 15 | Mittfältare | Lucas Bergvall    | 11+16          | 0              | 1+1      | 0        | 2+2       | 1         | 10+2          | 0             | 24+21 | 1     |
| 16 | Anfallare   | Timo Werner       | 4+14           | 0              | 1        | 0        | 2+1       | 1         | 3+2           | 0             | 10+17 | 1     |
| 17 | Försvarare  | Cristian Romero   | 18             | 1              | 0        | 0        | 1         | 0         | 7             | 0             | 26    | 1     |
| 19 | Anfallare   | Dominic Solanke   | 25+2           | 9              | 0+1      | 0        | 4         | 2         | 8+5           | 5             | 37+8  | 16    |
| 20 | Målvakt     | Fraser Forster    | 7              | 0              | 0        | 0        | 2         | 0         | 4             | 0             | 13    | 0     |
| 21 | Anfallare   | Dejan Kulusevski  | 27+5           | 7              | 1+1      | 1        | 4+1       | 1         | 3+8           | 1             | 35+15 | 10    |
| 22 | Anfallare   | Brennan Johnson   | 24+9           | 11             | 1        | 1        | 1+3       | 1         | 10+3          | 5             | 36+15 | 18    |
| 23 | Försvarare  | Pedro Porro       | 28+5           | 2              | 2        | 0        | 2+1       | 0         | 12+1          | 2             | 44+7  | 4     |
| 24 | Försvarare  | Djed Spence       | 19+6           | 1              | 1+1      | 0        | 3+1       | 1         | 2+2           | 0             | 25+10 | 2     |
| 28 | Anfallare   | Wilson Odobert    | 9+7            | 1              | 0        | 0        | 1         | 0         | 1+3           | 2             | 11+10 | 3     |
| 29 | Mittfältare | Pape Matar Sarr   | 22+14          | 2              | 1+1      | 0        | 4         | 1         | 6+7           | 2             | 33+22 | 5     |
| 30 | Mittfältare | Rodrigo Bentancur | 21+5           | 2              | 1        | 0        | 4         | 0         | 11+2          | 0             | 37+7  | 2     |
| 31 | Målvakt     | Antonín Kinský    | 6              | 0              | 2        | 0        | 2         | 0         | 0             | 0             | 10    | 0     |
| 33 | Försvarare  | Ben Davies        | 14+3           | 0              | 0        | 0        | 2+1       | 0         | 7+1           | 0             | 23+5  | 0     |
| 37 | Försvarare  | Micky van de Ven  | 12+1           | 0              | 0        | 0        | 1         | 0         | 8             | 0             | 21+1  | 0     |
| 40 | Målvakt     | Brandon Austin    | 1              | 0              | 0        | 0        | 0         | 0         | 2             | 0             | 3     | 0     |
| 42 | Anfallare   | Will Lankshear    | 0+3            | 0              | 0        | 0        | 0         | 0         | 2+1           | 1             | 2+4   | 1     |
| 44 | Anfallare   | Dane Scarlett     | 0+3            | 0              | 0        | 0        | 0         | 0         | 0+2           | 1             | 0+5   | 1     |
| 47 | Mittfältare | Mikey Moore       | 3+7            | 0              | 2        | 0        | 0+2       | 0         | 3+2           | 1             | 8+11  | 1     |
| 48 | Försvarare  | Alfie Dorrington  | 0+1            | 0              | 0        | 0        | 0         | 0         | 0             | 0             | 0+1   | 0     |
| 63 | Anfallare   | Damola Ajayi      | 0              | 0              | 0        | 0        | 0         | 0         | 0+1           | 1             | 0+1   | 1     |
| 64 | Mittfältare | Callum Olusesi    | 0              | 0              | 0        | 0        | 0         | 0         | 0+1           | 0             | 0+1   | 0     |

Källa: Premier League

### Målgörare
Listan är sorterad efter tröjnummer när antal mål är lika.
| Rnk    | Pos         | Nr     | Spelare           | Premier League | FA-cupen | EFL-cupen | Europa League | Total |
| ------ | ----------- | ------ | ----------------- | -------------- | -------- | --------- | ------------- | ----- |
| 1      | Anfallare   | 22     | Brennan Johnson   | 11             | 1        | 1         | 5             | 18    |
| 2      | Anfallare   | 19     | Dominic Solanke   | 9              | 0        | 2         | 5             | 16    |
| 3      | Mittfältare | 10     | James Maddison    | 9              | 0        | 0         | 3             | 12    |
| 4      | Anfallare   | 7      | Son Heung-min     | 7              | 0        | 1         | 3             | 11    |
| 5      | Mittfältare | 21     | Dejan Kulusevski  | 7              | 1        | 1         | 1             | 10    |
| 6      | Mittfältare | 29     | Pape Matar Sarr   | 3              | 0        | 1         | 2             | 6     |
| 7      | Anfallare   | 9      | Richarlison       | 4              | 0        | 0         | 1             | 5     |
| 8      | Försvarare  | 23     | Pedro Porro       | 2              | 0        | 0         | 2             | 4     |
| 9      | Anfallare   | 11     | Mathys Tel        | 2              | 1        | 0         | 0             | 3     |
| 9      | Anfallare   | 28     | Wilson Odobert    | 1              | 0        | 0         | 2             | 3     |
| 11     | Mittfältare | 8      | Yves Bissouma     | 2              | 0        | 0         | 0             | 2     |
| 11     | Försvarare  | 24     | Djed Spence       | 1              | 0        | 1         | 0             | 2     |
| 11     | Mittfältare | 30     | Rodrigo Bentancur | 2              | 0        | 0         | 0             | 2     |
| 14     | Mittfältare | 15     | Lucas Bergvall    | 0              | 0        | 1         | 0             | 1     |
| 14     | Anfallare   | 16     | Timo Werner       | 0              | 0        | 1         | 0             | 1     |
| 14     | Försvarare  | 17     | Cristian Romero   | 1              | 0        | 0         | 0             | 1     |
| 14     | Anfallare   | 42     | Will Lankshear    | 0              | 0        | 0         | 1             | 1     |
| 14     | Anfallare   | 44     | Dane Scarlett     | 0              | 0        | 0         | 1             | 1     |
| 14     | Anfallare   | 47     | Mikey Moore       | 0              | 0        | 0         | 1             | 1     |
| 14     | Anfallare   | 63     | Damola Ajayi      | 0              | 0        | 0         | 1             | 1     |
| TOTALT | TOTALT      | TOTALT | TOTALT            | 61             | 3        | 9         | 28            | 101   |

Källa: Premier League